# بيتر جون بيرن
بيتر جون بيرن (بالإنجليزية: Peter Byrne)‏ هو كاهن كاثوليكي أمريكي، ولد في 24 يوليو 1951 في مانهاتن في الولايات المتحدة.